# 대한민국 국정홍보처
국정홍보처(國政弘報處, Government Information Agency)는 국정에 대한 국내외 홍보 및 정부 내 홍보 업무 조정, 국정에 대한 여론 수렴 및 정부 발표에 관한 사무를 관장했던 대한민국의 옛 중앙행정기관이다. 1999년 5월 24일 공보실을 개편하여 발족하였으며 2008년 2월 28일 문화관광부와 통합하여 문화체육관광부로 개편되면서 폐지되었다.

## 설치 근거 및 소관 업무
- 정부조직법 [법률 제5982호, 1999.05.24 일부개정] 제24조의2[1]
- 국정홍보처와그소속기관직제 [대통령령 제16328호, 1999.05.24 제정] 제3조[2]

## 연혁
- 1999년 5월 24일 - 공보실을 폐지하고 국정홍보처를 신설.
- 2008년 2월 28일 - 문화관광부와 통합하여 문화체육관광부를 신설.

### 역대 로고

2004년부터 2007년까지 사용된 국정홍보처 로고
2007년부터 2008년까지 사용된 국정홍보처 로고

## 조직
| - 국립영상간행물제작소 ( 1999.05 ~ 2004.08 ) - 국정홍보국 ( 1999.05 ~ 2004.08 ) - 미디어지원단 ( 2005.08 ~ 2007.08 ) - 분석국 ( 1999.05 ~ 2004.08 ) - 영상홍보원 ( 2004.08 ~ 2007.08 ) | - 운영지원팀 ( 2005.08 ~ 2008.02 ) - 전자홍보분석국 ( 2004.08 ~ 2005.08 ) - 정책포털운영단 ( 2006.03 ~ 2008.02 ) - 총무과 ( 1999.05 ~ 2005.08 ) - 한국정책방송원 ( 2007.08 ~ 2008.02 ) | - 해외홍보원 ( 1999.05 ~ 2008.02 ) - 홍보기획국 ( 1999.05 ~ 2005.08 ) - 홍보기획단 ( 2005.08 ~ 2007.08 ) - 홍보분석관 ( 2005.08 ~ 2007.08 ) - 홍보협력국 ( 2004.08 ~ 2005.08 ) - 홍보협력단 ( 2005.08 ~ 2008.02 ) |

## 역대 처·차장

### 국정홍보처장
| 정부        | 대수 | 이름           | 임기                              | 출신지                     | 출신학교 | 비고                                                                         |
| ----------- | ---- | -------------- | --------------------------------- | -------------------------- | -------- | ---------------------------------------------------------------------------- |
| 국민의 정부 | 초대 | 오홍근(吳弘根) | 1999년 5월 24일 ~ 2001년 9월 11일 | 전북 김제                  | 고려대   | 대통령비서실 공보수석비서관                                                  |
| 국민의 정부 | 2대  | 박준영(朴晙瑩) | 2001년 9월 11일 ~ 2002년 1월 9일  | 전남 영암                  | 성균관대 | 전라남도지사&대통령비서실 국내언론비서관·공보수석비서관&전국시도지사협의회장 |
| 국민의 정부 | 3대  | 신중식(申仲植) | 2002년 1월 16일 ~ 2003년 3월 5일  | 전남 고흥                  | 서울대   | 제17대 국회의원                                                              |
| 참여 정부   | 4대  | 조영동(趙永東) | 2003년 3월 6일 ~ 2004년 2월 10일  | 경남 울산 (현 경남과 분리) | 부산대   | 부산일보 편집국장·총무국장                                                   |
| 참여 정부   | 5대  | 정순균(鄭順均) | 2004년 2월 10일 ~ 2005년 3월 22일 | 전남 순천                  | 고려대   | 대통령비서실 언론특별보좌관&국정홍보처 차장&한국방송광고진흥공사 사장        |
| 참여 정부   | 6대  | 김창호(金蒼浩) | 2005년 3월 22일 ~ 2008년 2월 28일 | 강원 울진 (현 경북 울진)   | 서울대   |                                                                              |

### 국정홍보처 차장
| 정부        | 대수 | 이름           | 임기                              | 출신지    | 출신학교   | 비고                                                                                       |
| ----------- | ---- | -------------- | --------------------------------- | --------- | ---------- | ------------------------------------------------------------------------------------------ |
| 국민의 정부 | 초대 | 이규석(李圭錫) | 1999년 6월 ~ 2002년 9월 24일      | 경남 진주 | 중앙대     | 한국토지공사 감사&동아일보 편집국장                                                        |
| 국민의 정부 | 2대  | 전병헌(田炳憲) | 2002년 10월 6일 ~ 2003년 3월 5일  | 충남 홍성 | 고려대     | 대통령비서실 국정상황실장&제17·18·19대 국회의원&민주통합당 정책위원회 의장&민주당 원내대표 |
| 참여 정부   | 3대  | 정순균(鄭順均) | 2003년 3월 6일 ~ 2004년 2월 10일  | 전남 순천 | 고려대     | 대통령비서실 언론특별보좌관&국정홍보처장&한국방송광고진흥공사 사장                         |
| 참여 정부   | 4대  | 이백만(李百萬) | 2004년 3월 23일 ~ 2006년 2월 16일 | 전남 진도 | 서울대     | 대통령비서실 홍보특별보좌관·홍보수석비서관                                                 |
| 참여 정부   | 5대  | 안영배(安榮培) | 2006년 3월 18일 ~ 2008년 2월 28일 | 서울      | 서울시립대 | 대통령비서실 국정홍보비서관·국내언론비서관                                                 |